# Geschubde lijstergaai
De geschubde lijstergaai (Ianthocincla lunulata, voorheen Garrulax lunulatus) is een zangvogel uit de familie Leiothrichidae.

## Verspreiding en leefgebied
Deze soort is endemisch in China en telt twee ondersoorten:
- I. l. lunulata: centraal China.
- I. l. liangshanensis: zuidelijk-centraal China.

## Status
De grootte van de populatie is niet gekwantificeerd maar de soort wordt omschreven als schaars. Op de Rode lijst van de IUCN heeft deze soort de status niet bedreigd.